# 岭南乡 (休宁县)
岭南乡，是中华人民共和国安徽省黄山市休宁县下辖的一个乡镇级行政单位。

## 行政区划
岭南乡下辖以下地区：
岭南村、璜茅村、三溪村和溪西村。